# Liste der Monuments historiques in Dommartin-Lettrée
Die Liste der Monuments historiques in Dommartin-Lettrée führt die Monuments historiques in der französischen Gemeinde Dommartin-Lettrée auf.

## Liste der Immobilien
| Bezeichnung      | Beschreibung            | Standort                        | Kennzeichnung | Schutzstatus | Datum | Bild           |
| ---------------- | ----------------------- | ------------------------------- | ------------- | ------------ | ----- | -------------- |
| Kirche St-Martin | aus dem 15. Jahrhundert | Dommartin, rue Richebout (Lage) | PA00078691    | Classé       | 1931  | weitere Bilder |

## Liste der Objekte
| Bezeichnung                                | Beschreibung                                       | Standort                                            | Kennzeichnung | Schutzstatus | Datum | Bild |
| ------------------------------------------ | -------------------------------------------------- | --------------------------------------------------- | ------------- | ------------ | ----- | ---- |
| Skulptur Heilige Martha                    | Stein, farbig gefasst, Anfang des 16. Jahrhunderts | Dommartin, in der Kirche St-Martin (Lage)           | PM51000365    | Classé       | 1911  |      |
| Skulptur Mantelteilung des heiligen Martin | Holz, 17. Jahrhundert                              | Dommartin, in der Kirche St-Martin (Lage)           | PM51000368    | Classé       | 1962  |      |
| Kanzel                                     | Holz, 16. Jahrhundert                              | Dommartin, in der Kirche St-Martin (Lage)           | PM51003294    | Inscrit      | 1991  |      |
| Grabstein                                  | Stein, 13. Jahrhundert                             | Dommartin, in der Kirche St-Martin (Lage)           | PM51003295    | Inscrit      | 1991  |      |
| Kirchenfenster                             | zwei neugefasste Fragmente, 16. Jahrhundert        | Dommartin, in der Kirche St-Martin (Lage)           | PM51000366    | Classé       | 1931  |      |
| Kruzifix                                   | Holz, 17. Jahrhundert                              | Dommartin, in der Kirche St-Martin (Lage)           | PM51003296    | Inscrit      | 1991  |      |
| Skulptur Sitzende Madonna mit Kind         | Stein, farbig gefasst, 15. Jahrhundert             | Dommartin, in der Kirche St-Martin (Lage)           | PM51000364    | Classé       | 1911  |      |
| Skulptur Madonna mit Kind (1)              | Stein, Anfang des 15. Jahrhunderts                 | Lettrée, in der Kirche Nativité-de-la-Vierge (Lage) | PM51002999    | Inscrit      | 1996  |      |
| Skulptur Madonna mit Kind (2)              | Holz, 15. Jahrhundert                              | Lettrée, in der Kirche Nativité-de-la-Vierge (Lage) | PM51003293    | Inscrit      | 1991  |      |
| Kruzifixus                                 | Kupfer, Email, 13. Jahrhundert                     | Dommartin, in der Mairie (Lage)                     | PM51000367    | Classé       | 1913  |      |